# 5월 12일
5월 12일은 그레고리력으로 132번째(윤년일 경우 133번째) 날에 해당한다.

## 사건
- 1797년 - 베네치아 공화국이 나폴레옹 1세에 의해 멸망하다.
- 1873년 - 스웨덴의 국왕 오스카르 2세의 대관식이 열리다.
- 1925년 - 일제가 한국의 독립운동을 방해할 목적으로 치안유지법을 시행. 이 법은 해방 뒤 국가보안법으로 이어진다.
- 1949년 - 소련이 베를린 봉쇄를 풀다.
- 2008년 - 중화인민공화국 남서부의 쓰촨성 성도인 청두에서 북서쪽으로 약 90km 떨어진 지역에서 리히터 규모 7.9의 대지진이 일어났다.
- 2010년 - 아프리키야 항공 771편 추락사고: 에어버스 A330 여객기가 리비아 트리폴리에서 추락하여 103명이 사망하다. 네덜란드 국적의 9세 소년 뤼번 판 아사우(Ruben van Assouw)가 사고의 유일한 생존자가 되다.

## 문화
- 1905년 - 대한제국, 양정의숙이 개강하다. (개교는 1905년 2월)
- 1956년 - 대한민국 최초의 텔레비전 방송 KORCAD-TV 개국.
- 2014년 - 대한민국, ITX-새마을 운행 시작.
- 2020년 - 대한민국, 카트라이더 러쉬플러스가 대한민국 서비스를 시작하였다.

## 탄생
- 1496년 - 스웨덴의 국왕 구스타브 1세 바사. (~1560년)
- 1720년 - 조선의 문신 채제공. (~1799년)
- 1731년 - 조선의 학자 홍대용. (~1783년)
- 1820년 - 영국의 간호사 플로렌스 나이팅게일. (~1910년)
- 1828년 - 영국의 화가 단테 가브리엘 로세티. (~1882년)
- 1842년 - 프랑스의 오페라 작곡가 쥘 마스네. (~1912년)
- 1845년 - 프랑스의 작곡가, 오르가니스트, 피아니스트 가브리엘 포레. (~1924년)
- 1903년 - 대한민국의 소설가, 수필가 박화성. (~1988년)
- 1905년 - 대한민국의 문학평론가 이헌구. (~1983년)
- 1907년 - 미국의 배우 캐서린 헵번. (~2003년)
- 1910년 - 영국의 화학자 도러시 호지킨. (~1994년)
- 1915년 - 대한민국의 침술사 김남수. (~2020년)
- 1920년 - 대한민국의 법학자로, 제7대 국회의원 김성희. (~2006년)
- 1925년 - 미국의 야구 선수 요기 베라. (~2015년)
- 1926년 - 미국의 진화생물학자 조지 크리스토퍼 윌리엄스. (~2010년)
- 1928년 - 미국의 피아니스트 버트 배커랙. (~2023년)
- 1929년 - 나미비아의 제1대 대통령 샘 누조마. (~2025년)
- 1930년 - 미국의 다이빙 선수 팻 매코믹. (~2023년)
- 1934년 - 대한민국의 정치인 나창주.
- 1935년 - 대한민국의 정치인 김형광.
- 1937년 - 미국의 희극인, 영화배우 조지 칼린. (~2008년)
- 1938년 - 아제르바이잔의 제1대 대통령 아야즈 뮈탤리보프. (~2022년)
- 1939년 - 대한민국의 배우 양택조.
- 1941년 - 대한민국의 방송 작가 박정란.
- 1942년 - 일본의 바둑 기사 오타케 히데오.
- 1945년 - 영국의 음악가 이언 맥라건. (~2014년)
- 1950년
  - 아일랜드의 배우 게이브리얼 번.
  - 베트남의 지도자 칭하이 무상사.
- 1951년 - 대한민국의 소설가 유시춘.
- 1955년 - 대한민국의 교육인 류석춘.
- 1956년 - 독일의 전 축구 선수 클라우스 알로프스.
- 1958년 - 스위스의 영화음악 작곡가 니키 라이저.
- 1959년
  - 미국의 배우 빙 레임스.
  - 미국의 음악가 레이 길런.
- 1960년
  - 일본의 싱어송라이터 니이하라 미노루.
  - 오스트레일리아의 마라톤 선수 리사 마틴.
- 1961년
  - 대한민국의 배우, 대학 교수 김성일.
  - 미국의 배우 라 파크 링컨. (~2025년)
- 1963년
  - 대한민국의 국방인 서욱.
  - 필리핀의 영화배우 셰리 힐. (~2022년)
- 1964년 - 대한민국의 정치인 김종민.
- 1965년 - 독일의 레슬링 선수 게르하르트 히멜.
- 1966년 - 미국 태생 브라질의 가수 베베우 지우베르투.
- 1967년 - 일본의 각본가 사카모토 유지.
- 1969년 - 대한민국의 세무 출신 정치인 임광현.
- 1970년
  - 대한민국의 축구 선수 김병지.
  - 미국의 배우 서맨사 매시스.
- 1971년
  - 일본의 성우 나가사와 나오.
  - 미국의 배우 제이미 루너.
- 1972년
  - 대한민국의 방송인, 모델 궁선영.
  - 대한민국의 전 야구 선수 최경환.
  - 대한민국의 배우 이현경.
  - 미국의 배우 레이 시혼.
- 1975년
  - 대한민국의 바둑 기사 최명훈.
  - 일본의 성우 야마구치 마유미.
- 1976년
  - 대한민국의 배우 오지호.
  - 포르투갈의 축구 선수 브루누 라즈.
- 1977년 - 대한민국의 PD 임형택.
- 1978년 - 일본의 아이돌 이시구로 아야.
- 1979년 - 일본의 성우 콘도 타카시.
- 1980년
  - 대한민국의 아나운서 이정민.
  - 대한민국의 가수 한서우.
  - 영국의 정치인 리시 수낵.
- 1981년
  - 대한민국의 가수 김태우 (god).
  - 미국의 배우 라미 말렉.
- 1982년
  - 대한민국의 성우 진정일.
  - 대한민국의 배우 김한종.
  - 대한민국의 야구 선수 최훈락.
- 1983년
  - 미국의 인터넷 소설가 트각트각.
  - 아일랜드의 배우 도널 글리슨.
  - 러시아의 전 리듬체조 선수이자 정치인 알리나 카바예바.
- 1984년
  - 대한민국의 배우 이아린.
  - 이란의 역도 선수 사자드 아누시르바니.
- 1985년
  - 대한민국의 배우 강성욱.
  - 브라질의 축구 선수 마르셀루 토스카누.
  - 헝가리의 전 축구 선수 퇴제르 다니엘.
- 1986년
  - 대한민국의 양궁 선수 임동현.
  - 대한민국의 희극인 맹승지.
  - 북아일랜드의 축구 선수 제이미 워드.
- 1987년 - 대한민국의 희극인 이세진.
- 1988년
  - 대한민국 기상 캐스터 신예지.
  - 대한민국의 가수 홍이삭.
  - 브라질의 축구 선수 마르셀루 (레알 마드리드).
  - 독일의 축구 선수 바베트 페터.
- 1989년 - 대한민국의 배우 정기욱.
- 1990년
  - 미국의 유튜버, 인터넷 방송인 Etika. (~2019년)
  - 대한민국의 가수 이서현.
- 1991년 - 대한민국의 가수 윤예지.
- 1992년
  - 노르웨이의 바이애슬론 선수 베틀레 쇼스타 크리스티안센.
  - 대한민국의 축구 선수 손준호.
  - 독일의 축구 선수 에리크 두름.
  - 일본의 싱어송라이터 카타히라 리나.
- 1993년
  - 대한민국의 아나운서 김다롬.
  - 대한민국의 야구 선수 김성민.
- 1994년 - 대한민국의 가수 준.
- 1995년
  - 벨기에의 축구 선수 엘커 판 호르프.
  - 일본의 아이돌 나카니시 치요리. (AKB48)
- 1996년
  - 대한민국의 가수 바오.
  - 대한민국의 가수 보미. (걸크러쉬)
- 1997년
  - 네덜란드의 축구 선수 프렝키 더 용.
  - 일본의 배우, 성우 야마구치 메구미.
  - 이스라엘의 배우, 모델 오데야 러시.
  - 대한민국의 가수 앤드뉴.
- 1998년 - 대한민국의 배우 신시아.
- 1999년 - 대한민국의 배구 선수 박민지.
- 2002년 - 일본의 가수 마유.
- 2004년
  - 대한민국의 축구 선수 김도현.
  - 불가리아의 역도 선수 카를로스 나사르.
- 2010년 - 오스트레일리아의 스케이트보드 선수 어리사 트루.
- 2014년 - 대한민국의 아역배우 김준.

## 사망
- 1003년 - 최초의 프랑스인 교황 교황 실베스테르 2세. (945년~)
- 1905년 - 대한제국의 외교관 이한응. (1874년~)
- 1864년 - 남북전쟁 남부동맹의 장군 젭 스튜어트. (1833년~)
- 1884년 - 체코의 작곡가, 음악가 베드르지흐 스메타나. (1824년~)
- 1923년 - 대한민국의 독립운동가 김인전. (1876년~)
- 1938년 - 대한민국의 시인 박용철. (1904년~)
- 1974년 - 홍콩의 제21대 총독 마크 영. (1886년~)
- 2011년 - 일본의 모델, 배우 우에하라 미유. (1987년~)
- 2015년 - 독일출신의 유대계 미국인, 근대사상가이자 문화사학자, 역사학자 피터 게이. (1923년~)
- 2018년
  - 대한민국의 시사평론가 물뚝심송. (1968년~)
  - 영국의 연쇄살인자 데니스 닐슨. (1945년~)
- 2019년 - 일본의 영화배우 쿄 마치코. (1924년~)
- 2020년
  - 프랑스의 영화배우 미셸 피콜리. (1925년~)
  - 오스트레일리아의 작가, 영화배우, 각본가 조지 미켈. (1929년~)
- 2023년 - 대한민국의 가수 해수. (1993년~)
- 2024년
  - 미국의 영화제작자, 배우 마크 데이먼. (1933년~)
  - 미국의 색소폰연주자 데이비드 샌본. (1945년~)

## 기념일
- 부처님 오신 날 - 1989년, 2008년, 2019년, 2065년, 2084년
- 자동차의 날: 대한민국
- 국제 간호사의 날
- 세계 만성피로증후군의 날

## 같이 보기
- 전날: 5월 11일 다음날: 5월 13일 - 전달: 4월 12일 다음달: 6월 12일
- 음력: 5월 12일
- 모두 보기